# Halláskárosodás

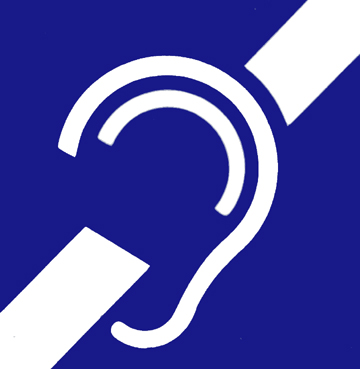
A halláskárosultak és siketek nemzetközi szimbóluma

A halláskárosodás a hallás, a hangokra való érzékenység csökkenése. Súlyosságát a beszédfrekvenciákon mérik, bár érinthet más frekvenciatartományokat is. Erősségét decibelben mérik, a két fülön külön. Lehet egy- vagy kétoldali, aszerint, hogy egy, vagy két fület érint-e. A kisebb és a fél fület érintő halláskárosodás nem számít fogyatékosságnak.
A halláskárosodás nagyothallás, ha erőssége mindkét fülön legalább 30 decibel, és siketség, ha mindkét fülön legalább 90 decibel. A halláskárosodást tovább rendszerezik erősség és más szempontok szerint. A legtöbb siketnek van valamennyi maradványhallása, ami leginkább az alacsony frekvenciákra összpontosul, és beszédértésre nem használható.
Okozhatják betegségek, például kanyaró, agyhártyagyulladás, mumpsz, vagy szifilisz. Az anya alkoholfogyasztásának is következménye lehet. Lehetnek genetikai okai is, ahol is megkülönböztetnek szindrómás és nem szindrómás halláskárosodást. A legismertebb szindrómás halláscsökkenés az Usher-szindróma. Lehet zajártalom következménye,
vagy járhat az öregedéssel is. További okai lehetnek egyes gyógyszerek,  vegyszerek vagy fizikai sérülések.
Típusa szerint lehet vezetési, vagy érzékszervi-idegi eredetű. A vezetéses típusú hallászavar a külső vagy a középfül károsodása miatt keletkezik, az idegi hallásvesztés oka a csiga, vagy a hallóideg roncsolódása. Keletkezési időpontja szerint lehet prelingvális, nyelvelsajátítás előtti vagy posztlingvális, nyelvelsajátítás utáni. Megkülönböztethető még a perilingválisok csoportja, akiknél egy bizonyos erősség fölött meg kell küzdeni a hangzó anyanyelv megtartásáért és fejlesztéséért. Az ő hallásuk a nyelvelsajátítás közben sérült.
A hallássérülés kialakulásának időpontja különösen a siketek esetén fontos, mert ez meghatározza nyelvhasználatukat és kommunikációs képességüket. A prelingvális siketek anyanyelve általában valamelyik jelnyelv. Ezek a nyelvek közösségalkotó erők. Néhányuk azonban anélkül nő fel, hogy jelnyelvet látna. Egyes esetekben sikerült jól megtanítani nekik a nemzeti nyelvet, máskor azonban a kísérlet súlyos nyelvi és beszédbeli problémákhoz vezet. Szegényebb, elmaradott közösségekben a prelingvális siketeknek semmi esélyük arra, hogy bármilyen nyelvi kommunikációs eszközhöz hozzájussanak. Maga a jelnyelvi közösség elítéli az ilyen hozzáállást, hiszen a siketeknek joguk van a jelnyelvhez. A posztlingvális siketeknek jellemzően valamely hangzó nyelv az anyanyelve. A jelnyelvet idegen nyelvként tanulják. Régebbi barátaiktól, családjuktól elszigetelődnek, így ha nem illeszkednek be a jelnyelvi közösségbe, akkor könnyen magukra maradnak. A jelnyelvi közösség sokkal jobban befogadja a siketeket, mint a hallókat. Dr. Bill Vicar szerint ha megadnák a prelingvális siketeknek az esélyt a hallásra, akkor a legtöbbjük nem élne vele.
A nagyothallók beszédén érződik a hallássérülés. A hozzáértők már a beszédük alapján felismerik, hogy milyen és mekkora a halláskárosodásuk. Az ő anyanyelvük hangzó nyelv, ami azonban a kevés és torzult bemenet miatt fejlesztésre szorul. Különösen a kiejtést és a szókincset kell javítani és bővíteni.
Emellett léteznek még a decibelben nem mérhető beszédértési zavarok, vagy az amúzia is, ami a zene hallásának a károsodása. Ez nem azonos a zenei hallás hiányával, hanem a zene felfogását és megértését teszi lehetetlenné. Ezek függetlenek a többi hallássérüléstől.
Egyes becslések szerint a halláskárosodások fele megelőzhető.  A rózsahimlő elleni oltás megelőzi, hogy az anya terhesség alatti rózsahimlője a gyerek hallását veszélyeztesse. A H. influenza és a S. pneumoniae elleni oltás segít a középfülgyulladás ritkábbá tételében. A zaj által okozott halláskárosodás zajvédelemmel csökkenthető. Ha a zaj elkerülhetetlen, akkor a fülvédő megóvhatja a hallást.
A halláskárosodáson hallókészülékek vagy cochleáris implantátumok segíthetnek. A hallókészülékek felerősítik a hangot, esetleg még a frekvenciáját is megváltoztatják, bár emiatt a hangok torzulnak. Ezzel együtt jobban hallhatóvá válik a hang. A cochleáris implantátum közvetlenül a hallóideget ingerli. A kutatások szerint nagyon korán beültetve a siket gyerekből beszéd- és zeneértő, normál beszédkészségű halló válik.A cochleáris implantátum műtéten átesettek egyesülete a Magyar Cochleáris Implantáltak Egyesülete. Az ezt viselő alany az átlagnépességnél könnyebben kap agyhártyagyulladást. A jelnyelvi közösség határozottan ellenzi, mert abban saját utánpótlásának elvágását látja. Ez a jelnyelvi kultúra elvesztését okozhatja, ami szegényíti az emberi kultúrát, és ami miatt nem lesz, aki jelnyelvet tanítson, ha mégsem tudnak majd meggyógyítani egy siket gyereket.
Az emberek 10%-át érinti. 124,2 millió ember vált különböző fokban hallássérültté 2004-ben, köztük 107,9 millió a szegény és közepes jövedelmű országokban élt.  65 millióan gyermekkoruktól fogva hallássérültek voltak. A fejlett országokban ezerből három volt halláskárosodott születésétől fogva, és a fejlődő országokban ezerből több, mint hat. Magyarországon a SINOSZ becslései szerint mintegy 300 ezer nagyothalló és 60 ezer siket él.